# مارگاریت هاروتیونیان
مارگاریت گابریلی هاروتیونیان (ارمنی: Մարգարիտ Գաբրիելի Հարությունյան؛ زاده ۸ ژانویهٔ ۱۹۲۱ - درگذشته ۷ دسامبر ۱۹۹۷) آموزگار موسیقی، موسیقی‌شناسی  اهل ارمنستان بود. وی بین سال‌های - تا - میلادی فعالیت می‌کرد.

## زندگی‌نامه
وی در ۸ ژانویهٔ ۱۹۲۱ در ایروان در به دنیا آمد و از کنسرواتوار دولتی کومیتاس ایروان (۱۹۴۴) فارغ‌التحصیل گشت. وی در کنسرواتوار دولتی کومیتاس ایروان فعالیت می‌کرد. عضو حزب کمونیست اتحاد جماهیر شوروی (۱۹۶۲) وی همچنین برنده جوایزی همچون چهره هنری شایسته ارمنستان شوروی (۱۹۶۵) شد. وی در ۷ دسامبر ۱۹۹۷ در سن ۷۶ سالگی در ایروان درگذشت.